# Bressieux
Bressieux ist eine französische Gemeinde mit 91 Einwohnern (Stand: 1. Januar 2022) im Département Isère in der Region Auvergne-Rhône-Alpes; sie gehört zum Arrondissement Vienne und zum Kanton Bièvre. Die Einwohner werden Bressieurots genannt.

## Geografie
Die Gemeinde Bressieux liegt im Bergland zwischen dem Plateau de Bièvre im Norden und dem Flusstal der Isère im Südosten, das hier das Vercors-Massiv begrenzt, etwa 38 Kilometer westnordwestlich von Grenoble. Umgeben wird Bressieux von den Nachbargemeinden Saint-Siméon-de-Bressieux im Westen, Norden und Osten sowie Saint-Pierre-de-Bressieux im Südosten und Süden.

## Bevölkerungsentwicklung
| Jahr                       | 1962 | 1968 | 1975 | 1982 | 1990 | 1999 | 2006 | 2013 | 2021 |
| -------------------------- | ---- | ---- | ---- | ---- | ---- | ---- | ---- | ---- | ---- |
| Einwohner                  | 69   | 70   | 76   | 109  | 96   | 89   | 83   | 88   | 91   |
| Quellen: Cassini und INSEE |      |      |      |      |      |      |      |      |      |

## Sehenswürdigkeiten
- Kirche Saint-Roch aus dem 19. Jahrhundert
- Reste der früheren Burg Bressieux aus dem 13. Jahrhundert, Monument historique. Die Burg war Sitz einer von vier Baronien des Dauphiné, die nacheinander den Adelsgeschlechtern Bressieux (vom Ursprung bis 1403), Clermont (von 1403 bis 1420), Grolées (von 1420 bis 1588), La Baume de Suze (von 1588 bis 1720), Valebelles (von 1720 bis 1780) und Bérards de Gouteffrey (von 1780 bis 1789) gehörte. 1612 erhob Ludwig XIII. die Baronie zum Marquisat.
- Wallburgen La Boule Billon und La Boule du Châtelard

|  |  |